# 板橋寺
板橋寺位於重慶市合川縣九嶺鄉，文物遺址年代為明，1992年3月19日列為重慶市第二批市級文物保護單位。2000年9月7日列為第一批重慶市文物保護單位。